# 名鐵岐阜站
名鐵岐阜站（日语：／ Meitetsu-Gifu eki */?）是位於日本岐阜縣岐阜市神田町九丁目的名古屋鐵道鐵路車站。中部國際機場啟用前名叫新岐阜站。

## 車站構造

### 鐵道線（名鐵岐阜站）

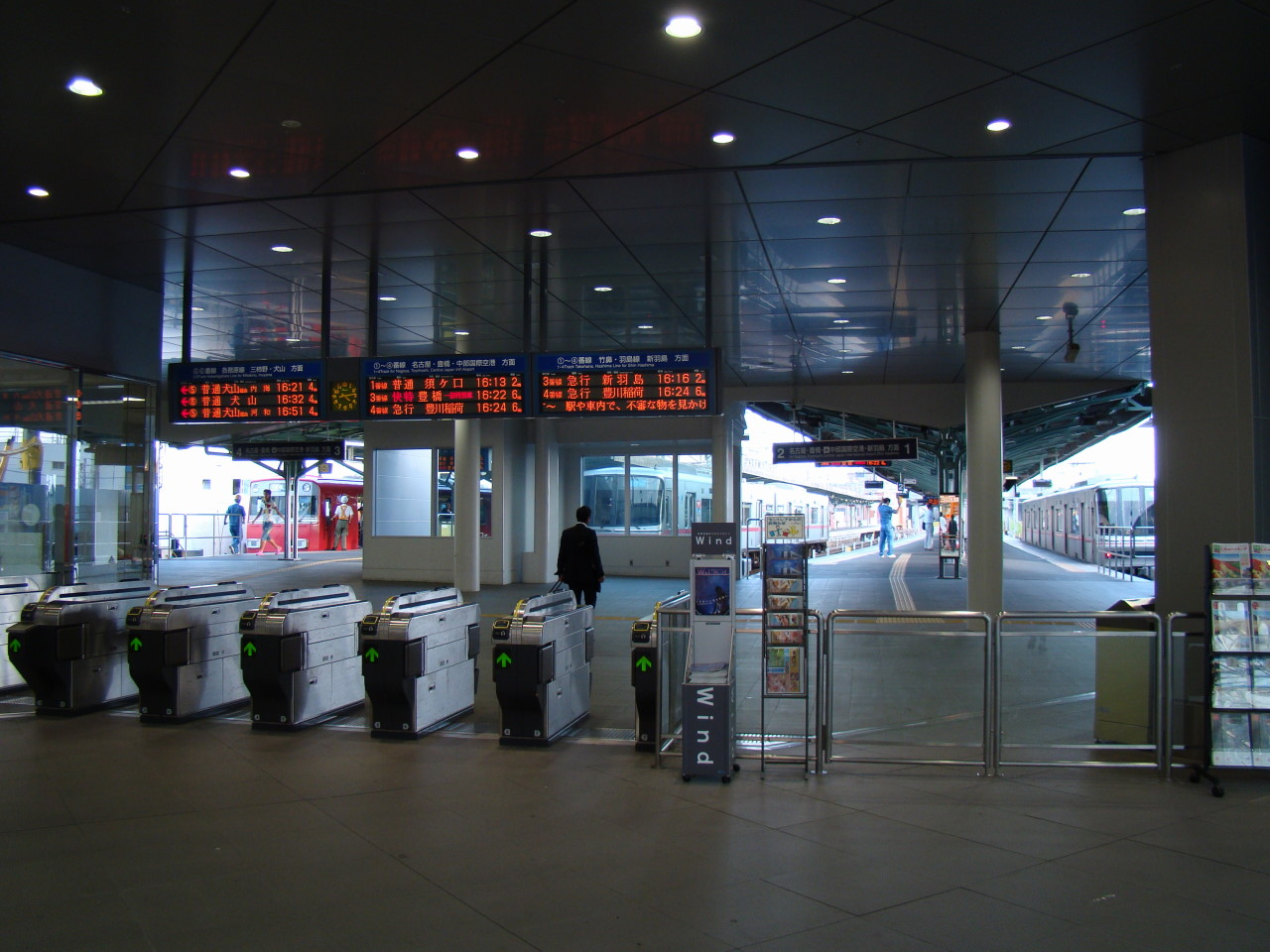
改裝後的中央改札口（2008年9月）

築堤高架上為名古屋本線乘搭場、地平設置的為各務原線乘搭場，共2部分。
名古屋本線是櫛形2面4線的月台。

### 月台配置
| 月台 | 路線       | 目的地                                               |
| ---- | ---------- | ---------------------------------------------------- |
| 1－4 | 名古屋本線 | 名鐵一宮、名鐵名古屋、豐橋、中部國際機場、新羽島方向 |
| 5、6 | 各務原線   | 三柿野、新鵜沼、犬山、新可兒方向                     |

名古屋本線與各務原線間沒有連絡線存在。

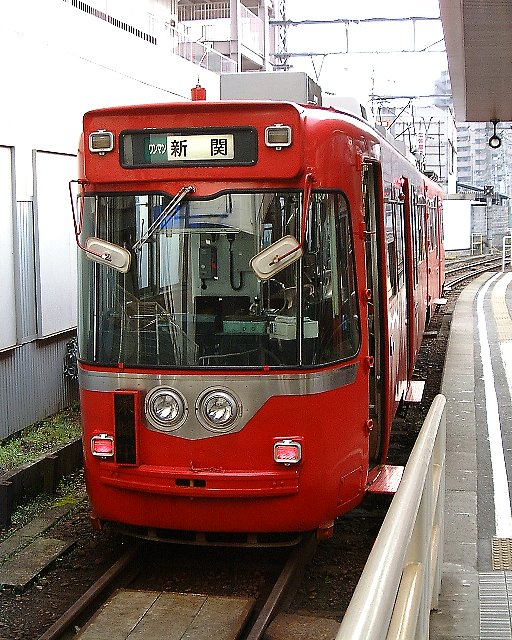
美濃町線直通路面電車乘入名鐵岐阜站7號線（2002年2月）
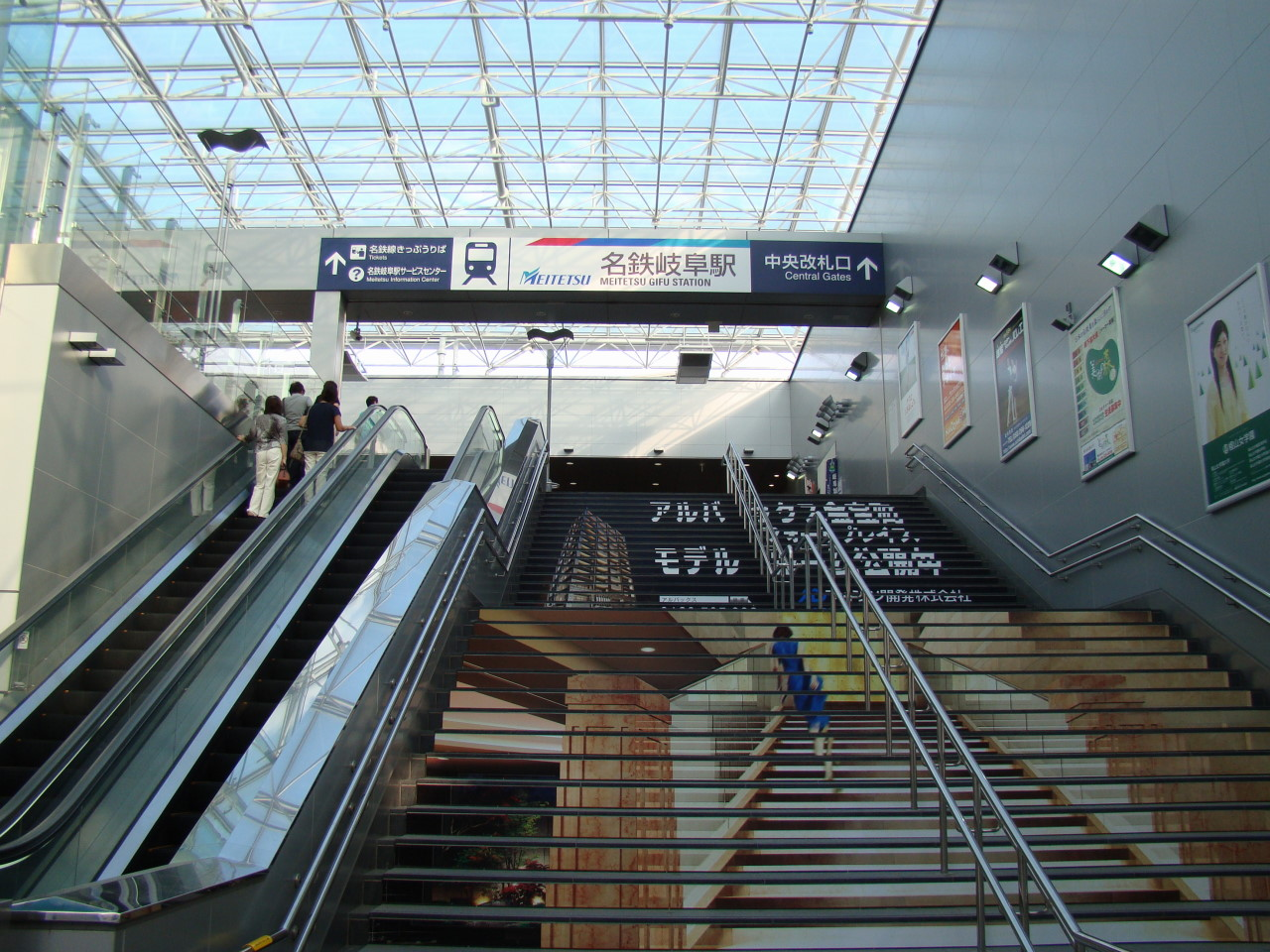
名鐵岐阜站中央改札口的樓梯（2008年9月）

### 軌道線（新岐阜站前電停、廢除）
新岐阜站前站設有對向式2面2線。但是混合路权轨道的道路上。

### 配線圖
| ← 名古屋本線 名鐵名古屋方向                                                                                 | 名鐵岐阜站 構內配線略圖（現在） | → （北） |
| | ↓ 各務原線 新鵜沼方向           |          |
| 图例 参考文献： 1-4號月台：名古屋本線月台，5-6號月台：各務原線月台 左側上跨線為JR東海的東海道本線與高山本線 |                                 |          |

| | ↑ 各務原線 新鵜沼方向 田神線 關方向                 |                                                            |
| ← 岐阜市內線 徹明町方向 | 新岐阜站、新岐阜站前電停 構內配線略圖（2005年以前） | → （南） → 名古屋本線 新名古屋方向 → 岐阜市內線 岐阜站前站 |
| 图例 参考文献： （新岐阜站）1-4號月台：名古屋本線月台，5-6號月台：各務原線月台，7號月台：田神線月台 灰色線當中岐阜工場於1967年廢除，與各務原線的聯絡線與各務原線舊兩渡線於1982年廢除， 餘下側線於1988年廢除。 |                                                     |                                                            |

## 車站周邊
- 岐阜站
- 十六銀行本店
- 岐阜LOFT
- 岐阜十樓
- 岐阜中央郵便局
- 岐阜巴士總站（舊　新岐阜巴士中心）
- 名鐵岐阜線路
- 岐阜站前中央商店街
- 三菱東京UFJ銀行岐阜支店
- 大垣共立銀行神田町出張所
- 麥當勞新岐阜站前店
- 岐阜Castle Inn
- Daiwa Roynet Hotel岐阜
- FamilyMart名鐵岐阜站前店
- 岐阜銀行神田町支店
- LAWSON神田町7丁目店
- 岐阜信用金庫本店
- 東橫INN名鐵岐阜
- 中央三井信託銀行岐阜支店
- 住江町商店街
- 河合塾岐阜校

## 利用狀況
岐阜縣統計書、2008年（平成20年）度一日平均乘客人員為合計17,856人、内名古屋本線為12,506人、内各務原線為5,349人。
名鐵交通廣告、2008年（平成20年）度一日平均乘降客數為36,087人（名古屋鐵道調查）。

## 歷史
- 1911年（明治44年）2月11日 - 美濃電氣軌道長住町停留場開業。
- 1914年（大正3年）12月26日 - 美濃電氣軌道笠松線（現在的名鐵名古屋本線）新岐阜站開業。
- 1928年（昭和3年）12月28日 - 各務原鐵道（現在的名鐵各務原線）長住町站開業。
- 1948年（昭和23年）4月18日 - 名岐線（現在的名古屋本線）新岐阜站移轉與各務原線長住町站統合。岐阜市内線的長住町停留場改名新岐阜站前停留場。
- 1957年（昭和32年）9月13日 - 現在的1號線增設、部份除廣江‐新岐阜間複線化。
- 1970年（昭和45年）6月25日 - 田神線開通，美濃町線電車乘入開始。
- 1970年（昭和45年）11月 - 定期券專用自動改札機導入。
- 1982年（昭和57年）3月 - 5、6號線月台延伸（4輛→6輛對應）。
- 1988年（昭和63年）5月27日 - 3、4號線月台延伸（4輛→8輛對應）。
- 2005年（平成17年）
  - 1月29日 - 名鐵岐阜站站名變更。
  - 4月1日 - 美濃町線直通用7號線、新岐阜站前停留場廢止。
- 2006年（平成18年）6月24日 - 新岐阜大樓解體工程及名鐵岐阜新站舎建設工程開始。
- 2007年（平成19年）7月14日 - 新站舎完成。一般利用開始。
- 2009年（平成21年）9月6日 - 商業施設「ECT」開放。

## 相鄰車站
名古屋鐵道
 名古屋本線
□μ-SKY
名鐵一宮（NH50）－名鐵岐阜（NH60）
□快速特急
笠松（NH56）－名鐵岐阜（NH60）
■特急（早上名古屋方面特急一部分通過笠松、新木曾川）
名鐵一宮（NH50）－新木曾川（NH53）*－笠松（NH56）*－名鐵岐阜（NH60）
□快速急行、■急行、■準急
笠松（NH56）－名鐵岐阜（NH60）
■普通
加納（NH59）－名鐵岐阜（NH60）
 各務原線
□快速急行、■急行
名鐵岐阜（NH60）－切通（KG14）
■普通
名鐵岐阜（NH60）－田神（KG16）
■岐阜市內線（廢除）
岐阜站前－新岐阜站前－金寶町

## 外部連結
- 名鐵岐阜 - 名古屋鐵道